# Толкачевичи-2
Толкачевичи-2 (бел. Таўкачэ́вічы-2) — деревня в Узденском районе Минской области Республики Беларусь. В составе Хотлянского сельсовета.

## География
Ближайшие населённые пункты Коминтерн, Победа и др.

## История
До 1 апреля 1960 года деревня входила в состав Шацкого сельсовета.

## Население

### Численность
- 2019 год — 17 жителей

### Динамика
- 2009 год — 24 жителя (перепись населения)[3]
- 2019 год — 17 жителей (перепись населения)